# Nhóm ngôn ngữ Dené-Enisei
Dené-Enisei là một ngữ hệ được đề xuất bao gồm ngữ hệ Enisei (đại diện sống duy nhất là tiếng Ket) tại miền trung Xibia và ngữ hệ Na-Dené ở tây bắc Bắc Mỹ.
Sự đón nhận của các chuyên gia nói chung, mặc dù không phải hoàn toàn, là tích cực; do đó, Dené-Enisei đã được gọi là "minh chứng đầu tiên về mối liên hệ phả hệ giữa các nhóm ngôn ngữ Cựu Thế giới và Tân Thế giới đáp ứng các tiêu chuẩn ngôn ngữ học so sánh - ngôn ngữ học lịch sử truyền thống", bên cạnh các ngôn ngữ Eskimo – Aleut được nói ở vùng viễn đông Siberia và Bắc Mỹ.
Giả thuyết được đề xuất vào tháng 3 năm 2008 bởi Edward Wajda thuộc Đại học Tây Washington dựa trên hình thái học so sánh.

## Phân loại
Dené-Enisei thường được phân loại như sau.

|  | Tlingit                                            |
|  |                                                    |
|  | \| \| Eyak \| \| \| \| \| \| Athabasca \| \| \| \| |
|  |                                                    |
|  | Eyak                                               |
|  |                                                    |
|  | Athabasca                                          |
|  |                                                    |

|  | Eyak      |
|  |           |
|  | Athabasca |
|  |           |

|  | Tlingit                                            |
|  |                                                    |
|  | \| \| Eyak \| \| \| \| \| \| Athabasca \| \| \| \| |
|  |                                                    |
|  | Eyak                                               |
|  |                                                    |
|  | Athabasca                                          |
|  |                                                    |

|  | Eyak      |
|  |           |
|  | Athabasca |
|  |           |

## Cặp từ Ket và Navajo
Dưới đây là bảng từ tiếng Ket  và từ tiếng Navajo.
| Từ      | Ket  | Ket Kirin | Navajo   | Trích dẫn Vajda 2010a |
| ------- | ---- | --------- | -------- | --------------------- |
| cục đá  | təˀs | ты'сь     | tsé      | xem Vajda 2010a: 83   |
| chân    | kiˀs | ки        | (a) keeʼ | xem Vajda 2010a: 88   |
| già     | sīn  | синь      | sání     | xem Vajda 2010a: 84   |
| con rắn | tìɣ  | тиг, тих  | tlʼiish  | xem Vajda 2010a: 93   |